# Ångermanland tartomány
Ångermanland egyik történelmi tartomány Svédország Norrland országrészében. Szomszédai Medelpad, Jämtland, Lappland és Västerbotten tartományok.

## Megyék
Fő szócikkek: Västernorrland megye, Jämtland megye és Västerbotten megye

## Történelem
Ångermanlandot először a Historia Norvegiæ említi 1170-ben, mint "Angariuam". Valószínűleg a 12. században vált kereszténnyé, mivel a 11. században még számos rúnakövet emeltek. A Vitalie kalóztestvérek 1398-ban megszállták a Styresholm-erődöt, Norrland partján. Az erődöt 1434-ben az Engelbrekt felkelés alatt lerombolták a helybeliek. Härnösand 1585-ben kapott városi jogokat. A várost 1721-ben az orosz haditengerészet porrá égette.
1931-ben az Ådalen-lövöldözés során négy tüntetőt és egy járókelőt halálra lőttek. Ennek eredményeképpen megalakult az állami rendőrség és a katonaság rendőri tevékenységét megszüntették. „Alsó-Norrland” 2005-ben kapta meg első egyetemet, amikor a „Mitthögskolan” (Középfőiskola) átalakult a „Mittuniversitet”-é (Középegyetem). Az egyetem négy városban működik: Härnösand, Sundsvall, Örnsköldsvik és Östersund.
A tartomány 2015-ben lett királyi hercegség, amikor XVI. Károly Gusztáv svéd király újszülött unokáját, Miklós svéd királyi herceget a tartomány hercegévé nevezte ki.

## Földrajz
Ångermanland Svédország hatodik legnagyobb tartománya, amelynek területe 19 800 km2, ebből mintegy 1000 km2 víz.
A tartomány nyugati részének természetét nagyban befolyásolja a Ångerman folyó jelenléte. Bár a tartomány talaja többnyire túlságosan szegény a növénytermesztéshez, a folyó menti területeken folytatnak szántóföldi gazdálkodás.
Ångermanland partvidéke sziklás, kiterjedt szigetvilággal, sok meredek-falú  szigettel, mély öblökkel és fjordokkal - köztük a Ångerman folyó torkolatánál. A vidék festői, különösen a sűrű erdős Ådalen régióban a Ångerman folyó körül. A táj változatos, völgyekkel, sziklákkal, tavakkal és mocsarakkal.
- A legmagasabb hegy: Bunkfjället (740 m)
- A legnagyobb tó: Tåsjön (45 km2)
- Nemzeti park: Skuleskogen

A Botteni-öböl partjainál, a Höga Kusten néven ismert tengerpartot UNESCO Világörökségnek nyilvánították. A föld még mindig körülbelül egy centiméterrel emelkedik évente, az utolsó jégkorszak hatásaként, amely i.e. 7. évezredben ért véget.

## Népesség
Ångermanland megye népessége 2016 végén 132 213 fő volt. Megyék szerint az alábbi táblázat mutatja:
| Megye                | Népesség |
| -------------------- | -------- |
| Västernorrland megye | 119 760  |
| Västerbotten megye   | 9 586    |
| Jämtland megye       | 2 867    |

## Városok
- Härnösand
- Kramfors
- Sollefteå
- Örnsköldsvik

### Községek 1971-től
A tartomány 1971 után a következő községekből áll (lakosságuk nagyságrendjében):
| Nr | Község                       | Népesség |
| -- | ---------------------------- | -------- |
| 1  | Örnsköldsvik község          | 54 930   |
| 2  | Härnösand község             | 24 541   |
| 3  | Sollefteå község             | 19 964   |
| 4  | Kramfors község              | 18 742   |
| 5  | Nordmaling község            | 7031     |
| 6  | Bjurholm község              | 2431     |
| 7  | Strömsund kommun (egy része) | 1527     |
| 8  | Umeå kommun (egy része)      |          |
| 9  | Dorotea kommun (egy része)   |          |

## Fordítás
- Ez a szócikk részben vagy egészben  a(z)   Ångermanland című román Wikipédia-szócikk fordításán alapul.  Az eredeti cikk szerkesztőit annak laptörténete sorolja fel. Ez a jelzés csupán a megfogalmazás eredetét és a szerzői jogokat jelzi, nem szolgál a cikkben szereplő információk forrásmegjelöléseként.
- Ez a szócikk részben vagy egészben  a(z)   Ångermanland című angol Wikipédia-szócikk fordításán alapul.  Az eredeti cikk szerkesztőit annak laptörténete sorolja fel. Ez a jelzés csupán a megfogalmazás eredetét és a szerzői jogokat jelzi, nem szolgál a cikkben szereplő információk forrásmegjelöléseként.
- Ez a szócikk részben vagy egészben  a(z)   Ångermanland című svéd Wikipédia-szócikk fordításán alapul.  Az eredeti cikk szerkesztőit annak laptörténete sorolja fel. Ez a jelzés csupán a megfogalmazás eredetét és a szerzői jogokat jelzi, nem szolgál a cikkben szereplő információk forrásmegjelöléseként.